# Andrea Vicentino
Andrea Michieli o Michielli, più noto come Andrea Vicentino (Vicenza, 1542 circa – Venezia, 15 maggio 1618) è stato un pittore italiano della Repubblica di Venezia, del periodo tardo-rinascimentale e manieristico.

## Biografia e opere

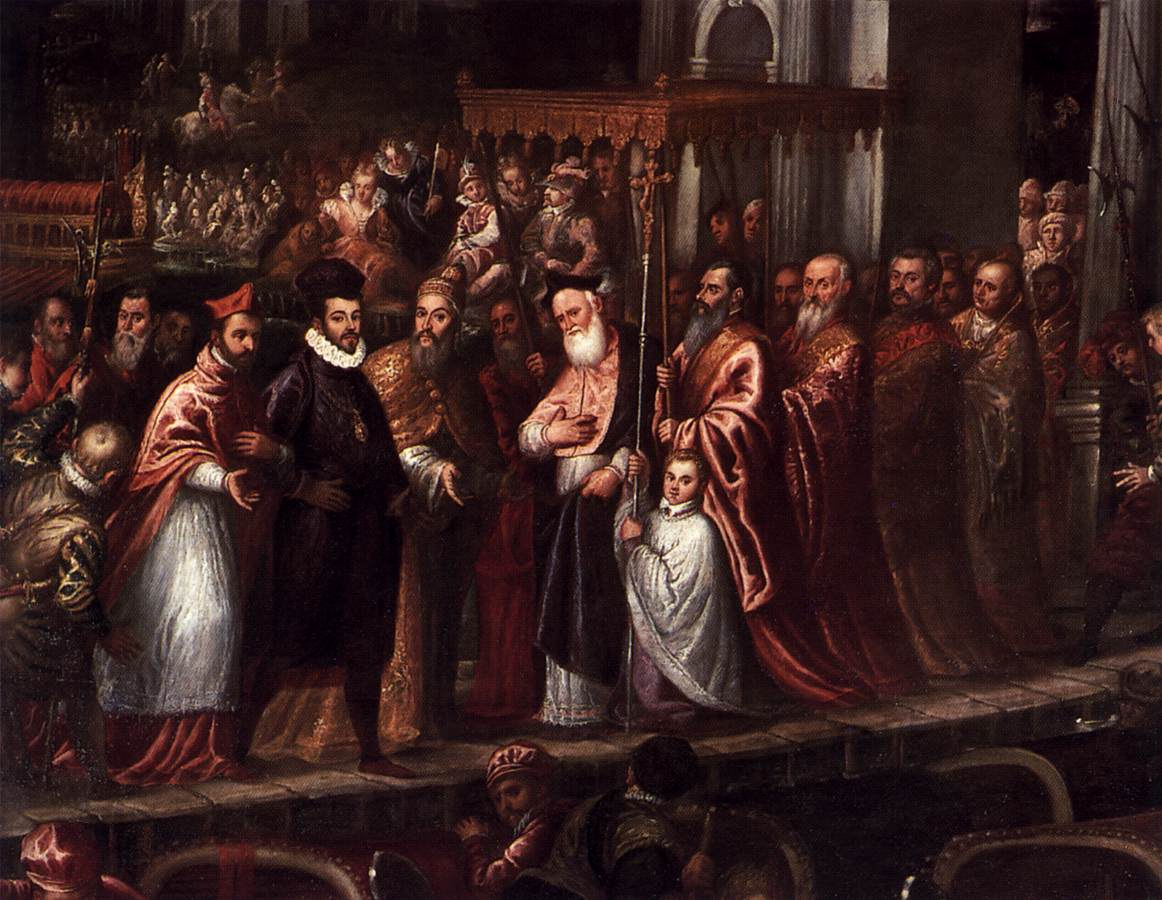
Arrivo di Enrico III a Venezia.

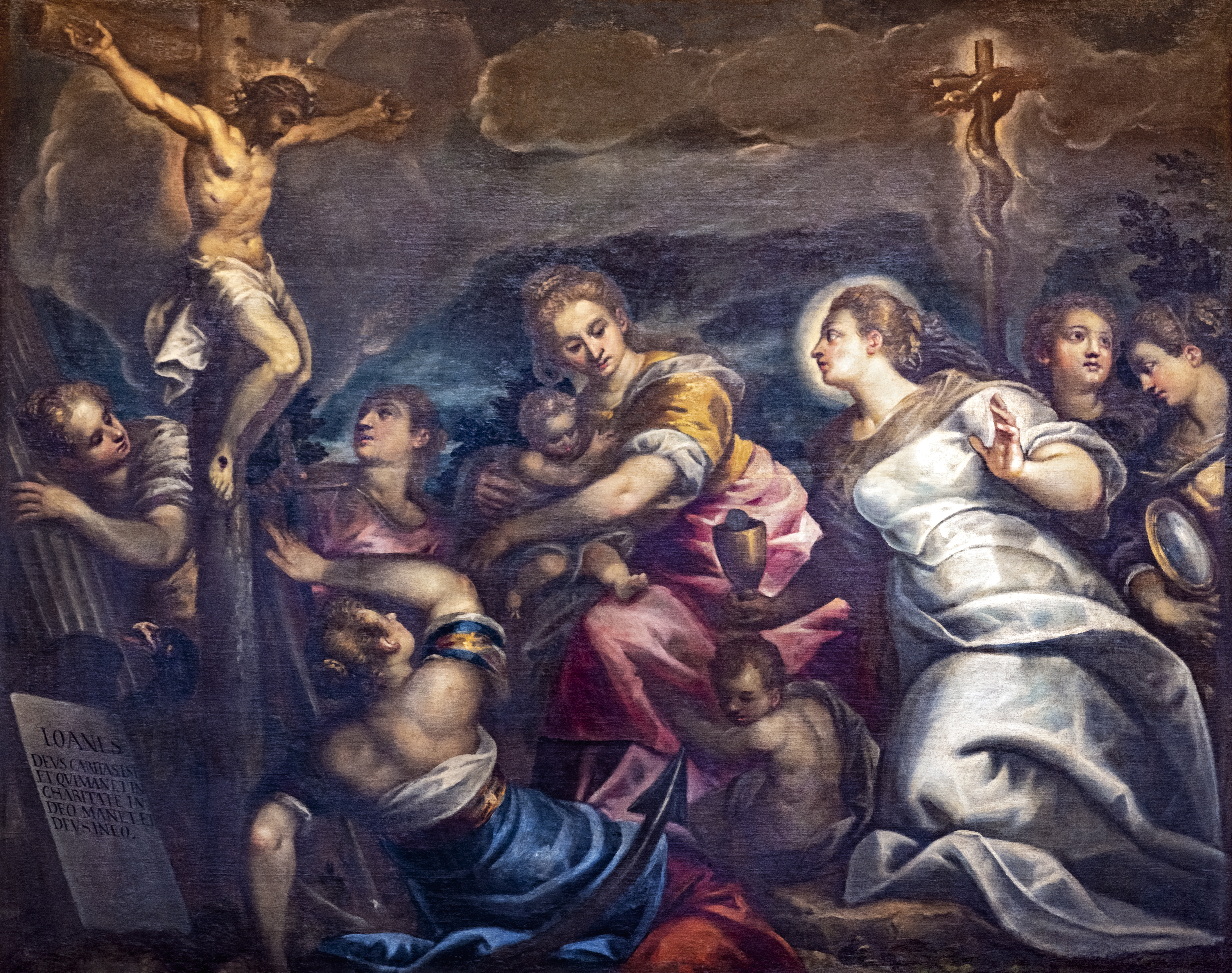
Il serpente di bronzo innalzato da Mosè nel deserto.

Allievo di Giovanni Battista Maganza, si trasferì a Venezia verso la metà degli anni settanta del Cinquecento registrandosi alla fraglia di pittori nel 1583. Lavorò assieme al Tintoretto al Palazzo Ducale, dove contribuì all'Arrivo di Enrico III a Venezia (1593 ca.) presso la Sala delle Quattro Porte. Realizzò, tra le altre opere:
- La pala della Madonna del Rosario (1590 ca.) per il Duomo di Treviso
- Dio Padre con le tre Virtù Teologali (1598) per la chiesa di Gambara
- San Carlo Borromeo (1605 ca.) per il Duomo di Mestre
- Estasi di san Francesco per la cappella dei santi francescani nella Basilica di Santa Maria Gloriosa dei Frari a Venezia
- La pala con San Nicola, San Francesco d'Assisi, Sant'Antonio abate e Sant'Andrea apostolo (1585), nel secondo altare destro della Chiesa di San Biagio a Lendinara
- San Vincenzo Ferrer tra i santi, nella Chiesa di Santa Maria Assunta a Loreo
- Vergine tra i santi Francesco, Rocco e Cecilia, nella Chiesa di San Giovanni Battista a Sottochiesa di Taleggio (1581)

Suoi dipinti sono conservati inoltre presso varie pinacoteche, come la Resurrezione di Lazzaro al Museo Nazionale di Belle Arti di La Valletta.